# Johanna Jacoba van Beaumont

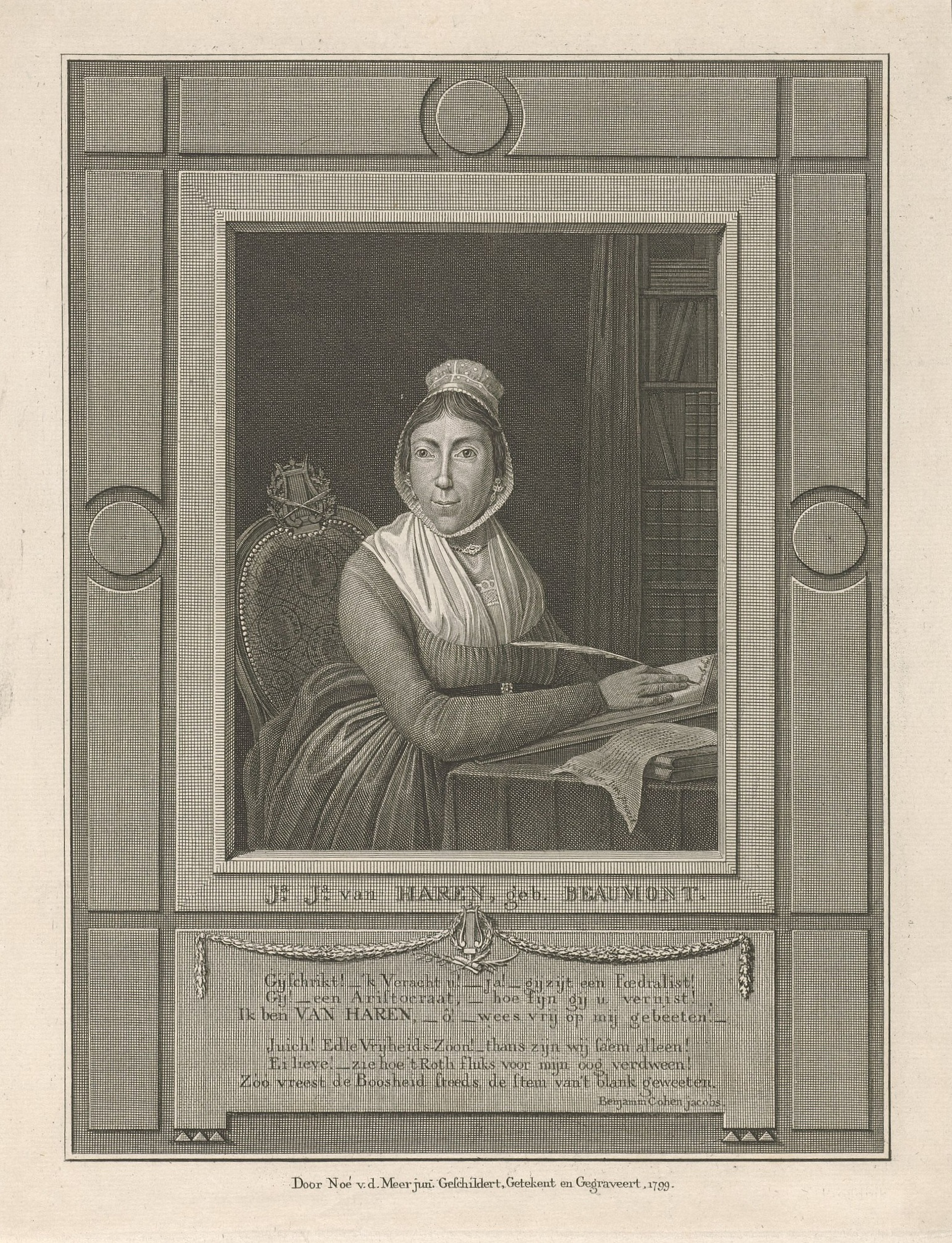
Johanna Jacoba van Beaumont, 1799

Johanna Jacoba van Beaumont, auch bekannt unter ihrem Pseudonym Netje Revolutionair, (* 1752 in Sluis; † 17. Oktober 1827 in Bergen op Zoom) war eine niederländische patriotische Schriftstellerin und Feministin.

## Leben
Johanna Jacoba van Beaumont wurde 1752 in Sluis in Flandern geboren. Sie war die Tochter von Adriaan van Beaumont und Johanna Joons. Ihre erste Ehe ging sie, vermutlich in Amsterdam, mit dem Versicherungsmakler Hendricus van Haaren ein, der 1805 bereits starb. Am 2. Juni 1807 heiratete sie in Amsterdam Jacob Fredrik Hubert Adam de Greuve. Aus beiden Ehen sind keine Kinder bekannt.
Es ist nicht bekannt, ob van Beaumont oder ihr Ehemann in der Bewegung der Patriotten eine Rolle gespielt haben, doch nach der Errichtung der Batavischen Republik im Jahr 1795 begann sie mit einer Gruppe patriotischer Journalisten, für revolutionäre Ideale zu kämpfen. Dabei gehörte sie zu den radikaleren Schriftstellerinnen. Ihre demokratischen Vorstellungen teilte sie mit ihrer Freundin Catharina Heybeek, einer Mitherausgeberin des Nationaale Bataafsche Courant. Als Unitarierinnen brachten sie 1797 ihren Widerstand gegen den föderalistischen Verfassungsvorschlag zum Ausdruck. Van Beaumont rief einen Tag vor der Abstimmung die Leser der Zeitung dazu auf, diesen „katastrophalen Plan“ abzulehnen. Da Frauen kein Wahlrecht hatten, hoffte sie darauf, die männlichen Wähler überzeugen zu können.
Ihre Bemühungen für Freiheit und Demokratie setzte Van Beaumont auch nach der Ablehnung des Verfassungsvorschlags fort. Sie reichte Ende 1797 eine Petition an die Nationalversammlung ein, in der sie zusammen mit 27 weiteren Unterzeichnerinnen ihre Unterstützung für die radikalen Vertreter zum Ausdruck brachte, die Prinzipien wie die Einheit und Unteilbarkeit des Landes, die Gleichheit der Bürger und alle anderen verfolgten. Bei Bedarf würden die Frauen „Gutes und Blut“ für das Vaterland spenden. Die Herren der Versammlung erwähnten die Petition dieser Gruppe Amsterdamer Frauen im Protokoll. Diese Petition veröffentlichte sie auch unter ihrem Pseudonym Netje Revolutionair im Oprechte Bataafsche Courant. Mit dem Bericht und dem Pseudonym trat sie in die Fußstapfen von Caetje Revolutionair, dem Pseudonym von Heybeek, die inzwischen wegen ihres Artikels verhaftet wurde.
Den Staatsstreich vom 22. Januar 1798, bei dem die Föderalisten aus der Versammlung entfernt wurden, betrachtete sie als Sieg ihrer Partei. Sie schrieb ein „Lobgedicht“ für Theodorus van Leeuwen, den demokratischen Unitarier, der beim nächsten Putsch von der Bildfläche verschwinden würde. Auch an die Verfassunggebende Versammlung richtete sie eine Petition, diesmal unterzeichnet von 77 Frauen. Van Beaumont griff auch die Kommunalverwaltung an. Von nun an sollte die Amsterdamer Stadtverwaltung mit offenen Türen konfrontiert werden.
Nach der Verabschiedung des Verfassungsentwurfs veröffentlichte Johanna Jacoba van Beaumont im April 1798 ein Siegeslied. Dieses schickte sie an alle Mitglieder der neuen Körperschaft, die es dankbar aufnahmen. Das Gedicht endet triumphal mit „Lang lebe die Republik! Es lebe die Verfassung!“. Regelmäßig veröffentlichte sie weitere Artikel in Gedicht- oder Prosaform in mehreren Zeitungen. Als Gerrit Paapes De Batavian Republic 1798 veröffentlicht wurde, ein Werk über „zukünftige Ereignisse im Jahr 1998“, lobte sie seine fortschrittliche Vision zur Stellung der Frau in höchsten Tönen. Eine Woche später veröffentlichte sie ein weiteres Lobgedicht für den „verdienten Freund der Frauen“ Gerrit Paape. Auch für den friesischen Kapitän Dooitse Eelkes Hinxt, den gefallenen Helden der Seeschlacht bei Kamperduin im Jahr 1797, widmete sie Gedichte.
Nachdem bei dem Putsch vom 12. Juni 1798, die Revolution vom 22. Januar rückgängig gemacht wurde, verschwand Van Beaumont zunächst aus den Rubriken nationaler und batavischer Zeitungen. Im Haagsche Courant folgte am 4. Juli ein Gedicht, in dem sie die irischen Freiheitskämpfer und insbesondere die „Amazonen“ in ihrem bewaffneten Kampf für demokratische Rechte und gegen die britische Herrschaft ermutigte.
Ihre zweiteilige Sammlung von Kurzgeschichten, Fabeln und Geschichten veröffentlichte sie im Jahr 1800. In diesen gab sie ihren politischen Ideen wenig Raum. Ihr Mann starb 1805 und sie heiratete 1807 erneut. Diesmal den katholischen Amsterdamer Jacob Fredrik Hubert Adam de Greuve. De Greuve war ebenfalls verwitwet und hatte aus erster Ehe zwei Kinder. Sie zog nach Bergen op Zoom und verbrachte dort ihre letzten Jahre. Am 17. Oktober 1827 meldeten zwei Nachbarn, ein Weinkäufer und ein Ladenbesitzer, den Tod von Johanna Jacoba van Beaumont.